# Cullumia
Cullumia é um género botânico pertencente à família Asteraceae.